# Грузовой Двор (остановочный пункт)
Грузово́й Двор — остановочный пункт Восточно-Сибирской железной дороги на Транссибирской магистрали. 
Расположен в микрорайоне Южный Октябрьского района города Улан-Удэ (Бурятия) на 5654 км Транссиба.

## История
В 2012 году через остановочный пункт прекращено пригородное движение поезда Улан-Удэ — Горхон по Транссибирской магистрали. В 2014 году отменены электрички Улан-Удэ — Петровский Завод.